# Киттикачон, Наронг
Наронг Киттикачон (тайск. ณรงค์ กิตติขจร; 21 октября 1933, Бангкок — 14 мая 2024, Бангкок) — таиландский военный и правый политик, член правящего триумвирата начала 1970-х. Активный участник политических конфликтов. После свержения режима в 1973 году эмигрировал, возвратился после правого переворота 1976 года. В 1980-х — деятель Народной и Либеральной партий, депутат палаты представителей. Сын Танома Киттикачона, зять Прапата Чарусатьена.

## Происхождение и военная служба
Родился в семье офицера королевской армии Танома Киттикачона — будущего фельдмаршала и премьер-министра Таиланда. Окончил привилегированную школу в Бангкоке, затем таиландскую Военную академию Чулачомклао и британскую Военную академию в Сандхерсте. По военной специальности — офицер сухопутных войск. Служил в королевской гвардии, командовал 2-м батальоном 11-го пехотного полка.
В 1963 году фельдмаршал Таном Киттикачон, отец Наронга Киттикачона, возглавил правительство Таиланда. Его заместителем стал фельдмаршал Прапат Чарусатьен, тесть Наронга Киттикачона. Сам Наронг Киттикачон формально не занимал высоких государственных постов, но реально имел допуск к принятию правительственных решений.

## Младший член триумвирата
В ноябре 1971 года фельдмаршалы Киттикачон и Чарусатьен с санкции короля Рамы IX совершили государственный переворот. Был распущен парламент, расширены полномочия правительства, ужесточилась репрессивная политика. Первый год после переворота вся полнота власти принадлежала Национальному исполнительному совету — фактически военной хунте под председательством Киттикачона-старшего. Киттикачон-младший в звании полковника занимал пост генерального секретаря хунты.
До октября 1973 года Таиландом правил триумвират в составе Танома Киттикачона, Прапата Чарусатьена и Наронга Киттикачона. За авторитарное правление и репрессии они получили прозвище «Три тирана». Киттикачон-младший по факту являлся третьим лицом режима. Политически он вполне разделял консервативно-националистические и антикоммунистические позиции отца и тестя. Складывалось впечатление, что фельдмаршалы готовят полковника в преемники и намерены создать «премьерскую династию».
Наронг Киттикачон отличался карьерными амбициями, жестокостью, разгульным образом жизни. Наряду с административно-политическими полномочиями, Киттикачон-младший заседал в советах директоров почти двух десятков компаний с совокупным оборотом в миллиарды бат. Впоследствии все эти структуры были признаны банкротами. Был назначен руководителем правительственной антикоррупционной комиссии, но использовал эти полномочия для сведения личных и служебных счётов. Достоянием гласности становились подозрения в коррупции, скандалы типа охоты в заповеднике, пьяные загулы и т. д. Из-за этого постоянно конфликтовал с чинами таиландской полиции (даже когда полицию возглавил Чарусатьен). Честолюбиво требовал от генералов отдавать ему, полковнику, почести, оказываемые фельдмаршалам. Не только в обществе, но в офицерском корпусе и генералитете ширилось недовольство «полковником Наронгом». Его амбициозность подрывала политические позиции отца и тестя.
В октябре 1973 года начались массовые выступления против «трёх тиранов» (наиболее яростную враждебность вызывал именно Киттикачон-младший). Правительство пыталось силой подавить протесты. Утверждалось, что Наронг Киттикачон лично обстреливал демонстрантов с вертолёта, сам он это категорически опровергает. Король и армейское командование во главе с генералом Критом Сиварой поддержали протестующих. 14 октября 1973 года Киттикачоны и Чарусатьен вынуждены были уйти в отставку и покинули Таиланд. Через Тайвань и Южную Корею Наронг Киттикачон перебрался в Западную Германию.

## После возвращения
С лета 1976 года в Таиланде началось мощное наступление правых антикоммунистических сил против леворадикальных активистов и либерального правительства Сени Прамота. В сентябре в Таиланд возвратился Таном Киттикачон. На этот раз вооружённые силы и король поддерживали правых. Таммасатская резня 6 октября 1976 года привела к государственному перевороту. К власти пришла военная хунта адмирала Сангада Чалорью и правительство Танина Краивичьена.
В новых условиях бывшие «три тирана» вернулись на родину. Киттикачон-старший и Чарусатьен жили частной жизнью, но Киттикачон-младший включился в политику в качестве правого деятеля. На парламентских выборах 1983 года был избран в палату представителей от Тайской народной партии. В 1986 году возглавил Либеральную партию, дважды — на выборах 1986 года и на выборах 1988 года становился от неё депутатом. После неудачи на выборах 1992 года отошёл от политики.
Наронг Киттикачон сохранил серьёзные связи в государственном аппарате и силовых структурах Таиланда. Однако он крайне непопулярен в стране, отношение к нему хуже, нежели к отцу и тестю. Сам он называет события 1973 антиправительственным заговором, организаторы которого вовлекли в свои действия заблуждавшуюся молодёжь. Высказывает сожаления о кровопролитии. Свои действия рассматривает философски, как «веление Неба и Земли».

Когда Чавалит Йонгчайют предоставил ему ежемесячную пенсию в 148 долларов, общественный гнев вынудил премьер-министра отступить. Наронг был в ярости. Как и его отец, он достаточно обеспечен, поэтому конфликт возник не из-за дохода. Наронг настаивал на оправданности своих действий против демонстрантов, и деньги стали бы признанием этого. «Я сожалею, что родился тайцем», — с горечью сказал Наронг репортёрам. На самом деле ему повезло, что он таец. Потому что в Таиланде, несмотря на три демократических восстания, в ходе которых сотни людей были убиты, ранены или пропали без вести, никто так и не ответил за убийства демонстрантов. Никаких судов, как в Южной Корее. Нет и комиссии по установлению истины, как в ЮАР.

С 1958 года Наронг Киттикачон был женат на дочери Прапата Чарусатьена (Супапорн Киттикачон скончалась в 2005 году). Имеет трёх сыновей и дочь. Двое его сыновей — генералы и советники министерства обороны Таиланда. Внучка была известной спортсменкой-фигуристкой.
Умер 14 мая 2024 года в больнице Пхрамонгкут, Бангкок, в возрасте 90 лет.